# Grégory Fitoussi
Grégory Fitoussi es un actor francés, conocido por interpretar a Pierre Clément en Engrenages y a Benjamin Loset en Sous le soleil, a Henri Leclair en Mr Selfridge y a Luc Girard en la serie American Odyssey.

## Biografía
Su hermano es el actor Mikaël Fitoussi.

## Carrera
En 1998 se unió al elenco principal de la cuarta temporada de la telenovela francesa Sous le soleil, donde interpretó a Benjamin Loset, el esposo de Laure Olivier (Bénédicte Delmas), hasta la séptima temporada en 2001.
En 2005 se unió al elenco principal de la serie Engrenages también conocida como Spiral, donde interpreta al fiscal y magistrado Pierre Clément, hasta ahora. En 2009 apareció en la película G.I. Joe: The Rise of Cobra, donde interpretó al barón Daniel DeCobray, un científico y el esposo de Ana Lewis (Sienna Miller), más conocida como "La Baronesa". Baron es asesinado por Storm Shadow (Byung-Hun Lee).
En 2012 se unió a la serie Les hommes de l'ombre, donde da vida al asesor de prensa Ludovic Desmeuze. En 2013 se unió al elenco de la serie británica Mr Selfridge donde interpretó al francés Henri Leclair, el director creativo hasta el 2015 después de que su personaje decidiera mudarse con su esposa Agnes Towler (Aisling Loftus). Ese mismo año apareció como el piloto del avión C130 en la película World War Z. En 2015 se unió al elenco principal de la serie American Odyssey, donde interpretó a Luc Girard, un hombre que ayuda y protege a la sargento Odelle Ballard (Anna Friel), cuando esta es traicionada. Ese mismo año apareció en la película Emperor, donde dio vida al rey francés, Francois I. En agosto del mismo año se anunció que Grégory se había unido al elenco de la miniserie Beowulf.

## Filmografía

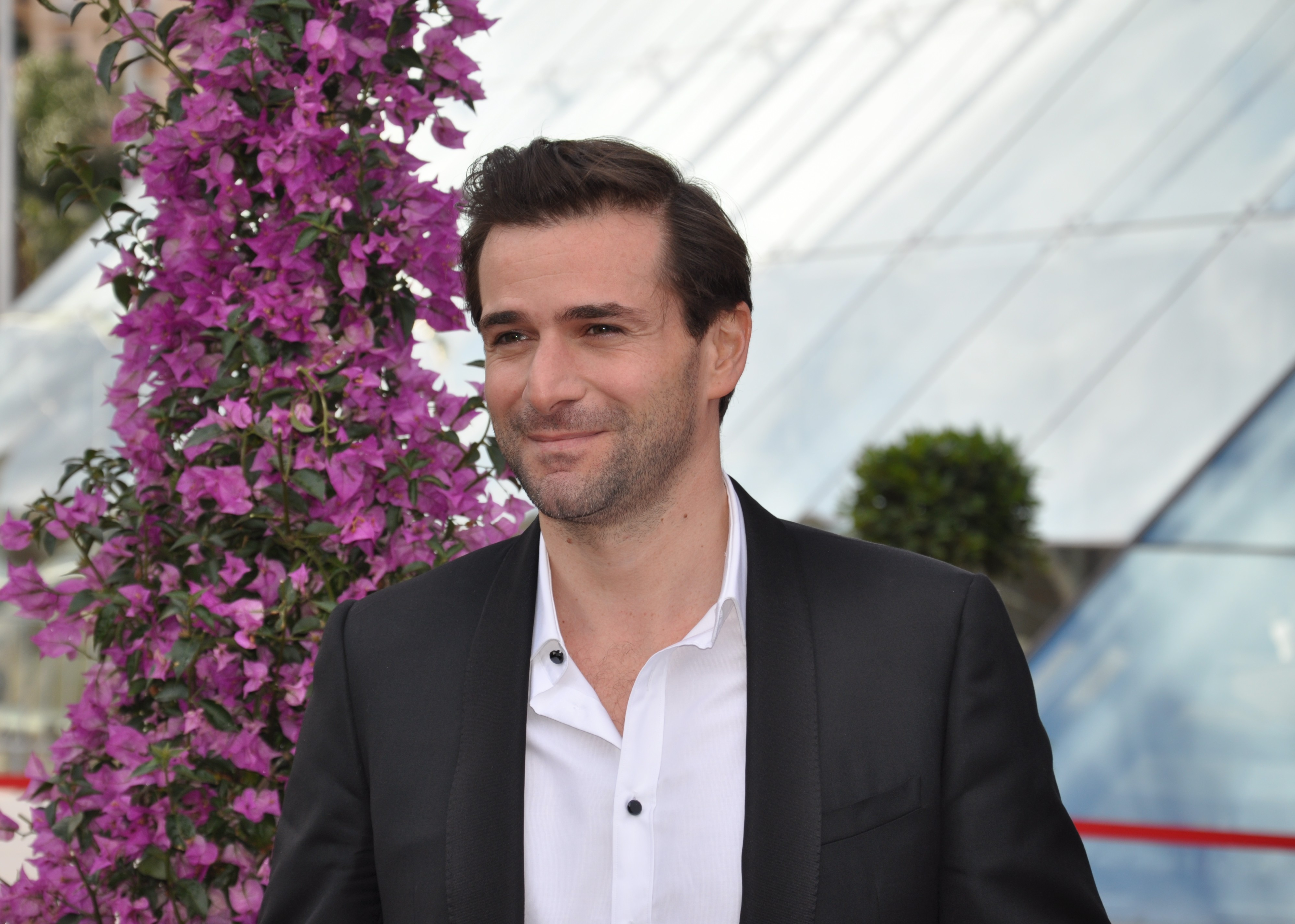
Grégory durante el festival de televisión de Monte-Carlo en el 2013.

### Series de televisión
| Año             | Título                             | Personaje        | Notas                        |
| --------------- | ---------------------------------- | ---------------- | ---------------------------- |
| 2012 - presente | Les hommes de l'ombre              | Ludovic Desmeuze | 12 episodios                 |
| 2005 - presente | Engrenages                         | Pierre Clément   | 47 episodios                 |
| 2016            | Accusé                             | Léo              | episodio "L'histoire de Léo" |
| 2016            | Beowulf: Return to the Shieldlands | Razzak           | 4 episodios - miniserie      |
| 2015            | American Odyssey                   | Luc Girard       | 10 episodios                 |
| 2013 - 2015     | Mr Selfridge                       | Henri Leclair    | 24 episodios                 |
| 1998 - 2001     | Sous le soleil                     | Benjamin Loset   | 62 episodios                 |

### Películas
| Año  | Título                      | Personaje       | Notas |
| ---- | --------------------------- | --------------- | --- |
| 2015 | Emperor                     | Rey Francois I  | junto a Adrien Brody, Sophie Cookson, Paz Vega, Rutger Hauer, Thomas Kretschmann, Bill Skarsgård & Oliver Platt        |
| 2013 | World War Z                 | Piloto          | junto a Brad Pitt, Mireille Enos, Daniella Kertesz, James Dale, Matthew Fox, Fana Mokoena, Peter Capaldi & Elyes Gabel |
| 2009 | G.I. Joe: The Rise of Cobra | Baron de Cobray | junto a Channing Tatum, Byung-hun Lee, Sienna Miller, Rachel Nichols, Ray Park, Saïd Taghmaoui & Joseph Gordon-Levitt  |